# Historia de Extremadura

Ubicación de Extremadura

La historia de Extremadura es la historia de una comunidad autónoma española situada en la zona suroeste de la península ibérica. Está compuesta por las dos provincias más extensas de España: Cáceres y Badajoz. 
Extremadura es la cuna de los más famosos conquistadores del Nuevo Mundo, Francisco Pizarro y Hernán Cortés, conquistadores de los imperios incaico y azteca, respectivamente. Otros muchos e importantes conquistadores también nacieron en Extremadura. El Día de Extremadura se celebra el 8 de septiembre.
Sobre los orígenes del nombre de Extremadura hay varias hipótesis:
- El nombre de Extremadura deriva del latín Extrema Dorii[1] ('Extremos del Duero', o más bien 'en el otro extremo' del Duero, haciendo referencia a su posición al sur de este río), con el que se designaban los territorios situados al sur de la cuenca del río Duero (y sus afluentes).
- Sin embargo, hoy goza de mucha mayor aceptación la tesis de que el vocablo Extremadura se usaba, en general, durante la Reconquista para denominar a las tierras situadas en los «extremos»,[2] la frontera, de los reinos cristianos del norte (en particular, de los reinos de León y Castilla) con Al-Ándalus. Así, Extremadura es el nombre que reciben las tierras de frontera de Castilla, en torno a la actual provincia de Soria (recordemos que el escudo de su capital dice Soria pura cabeza de Estremadura): se trataría de la Extremadura castellana; y Extremadura es el nombre que reciben también los territorios «extremos», más alejados y en primera línea de defensa frente al enemigo islámico durante la Reconquista, del Reino de León, que ocuparía inicialmente buena parte de la actual provincia de Cáceres, para extenderse hacia el sur tras la conquista del reino taifa de Badajoz: se trataría ésta, pues, sensu stricto, de la Extremadura leonesa. No se debe confundir con la antigua provincia portuguesa de Estremadura, aunque el origen etimológico sea el mismo.

## Prehistoria

### Paleolítico inferior

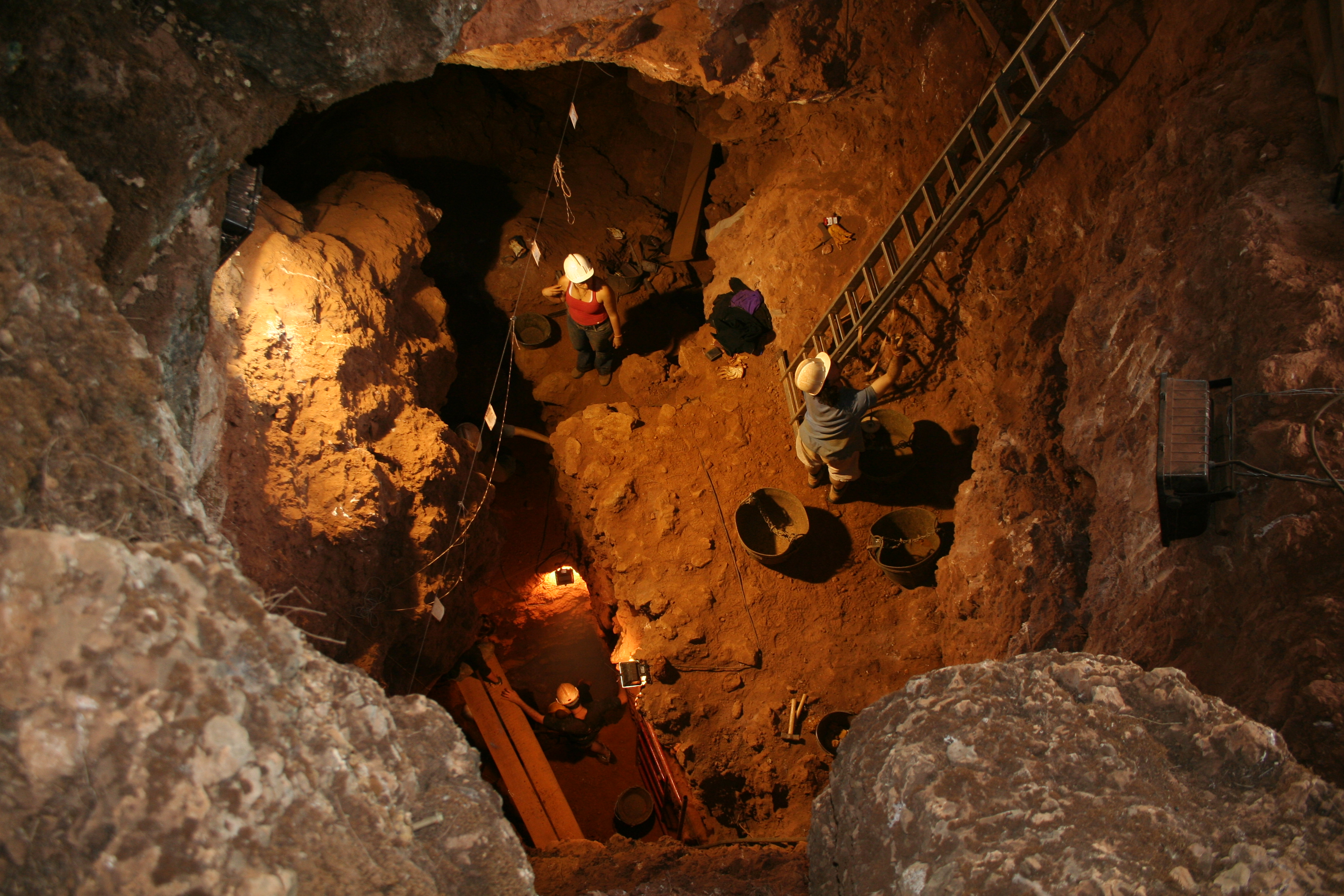
Excavación en la Cueva de Santa Ana, en Cáceres.

Las pruebas de presencia humana más antiguas del actual territorio de Extremadura datan del periodo Paleolítico Inferior. En los yacimientos —en su mayoría superficiales— se han hallado herramientas toscas de cuarcita y, en menor medida, de granito, pero no se han encontrado restos de cadáveres humanos. La técnica usada para construir las herramientas consistía en golpear la piedra con un percutor de piedra o cuerna hasta conseguir filos, puntas, muescas, hachas, picos, etc. Los restos más antiguos se corresponden con la fase media del periodo Achelense, hace unos 700 000 años. Los yacimientos más antiguos están cerca de donde hay piedra adecuada para tallar y construir las herramientas y útiles. Además se encuentran cerca de los ríos y de sus grandes afluentes. Las áreas de más concentración de yacimientos del periodo Achelense son: alrededores de Mérida —en río Guadiana—, río Zújar, pantano de Valdecañas, río Alagón, Jerte y El Sartalejo. Los instrumentos más destacados de esta época son el bifaz, el hendedor y el pico triédrico.

### Paleolítico medio
Se han recogido muy pocos restos en esta región. Todos ellos son del periodo Musteriense. Se construyeron con la técnica mediante la cual calculaban el tamaño del instrumento antes de extraer de la piedra matriz un fragmento adecuado al instrumento que pretendían fabricar. Los útiles más característicos eran las raederas, denticulados y puntas. Todos ellos son menos pesados, menos toscos, construidos con una tecnología más avanzada que los del Paleolítico Inferior. Los lugares donde se encuentran yacimientos del periodo Musteriense se corresponden con los del periodo Achelense, es decir, cerca de los ríos. Sin embargo, también se han hallado restos en zonas bajas y medias de sierras en Badajoz, lo que evidencia un mayor control territorial, una mayor capacidad de habitar ciertos lugares y conseguir caza, alimento y trabajo en ellos.

### Paleolítico superior

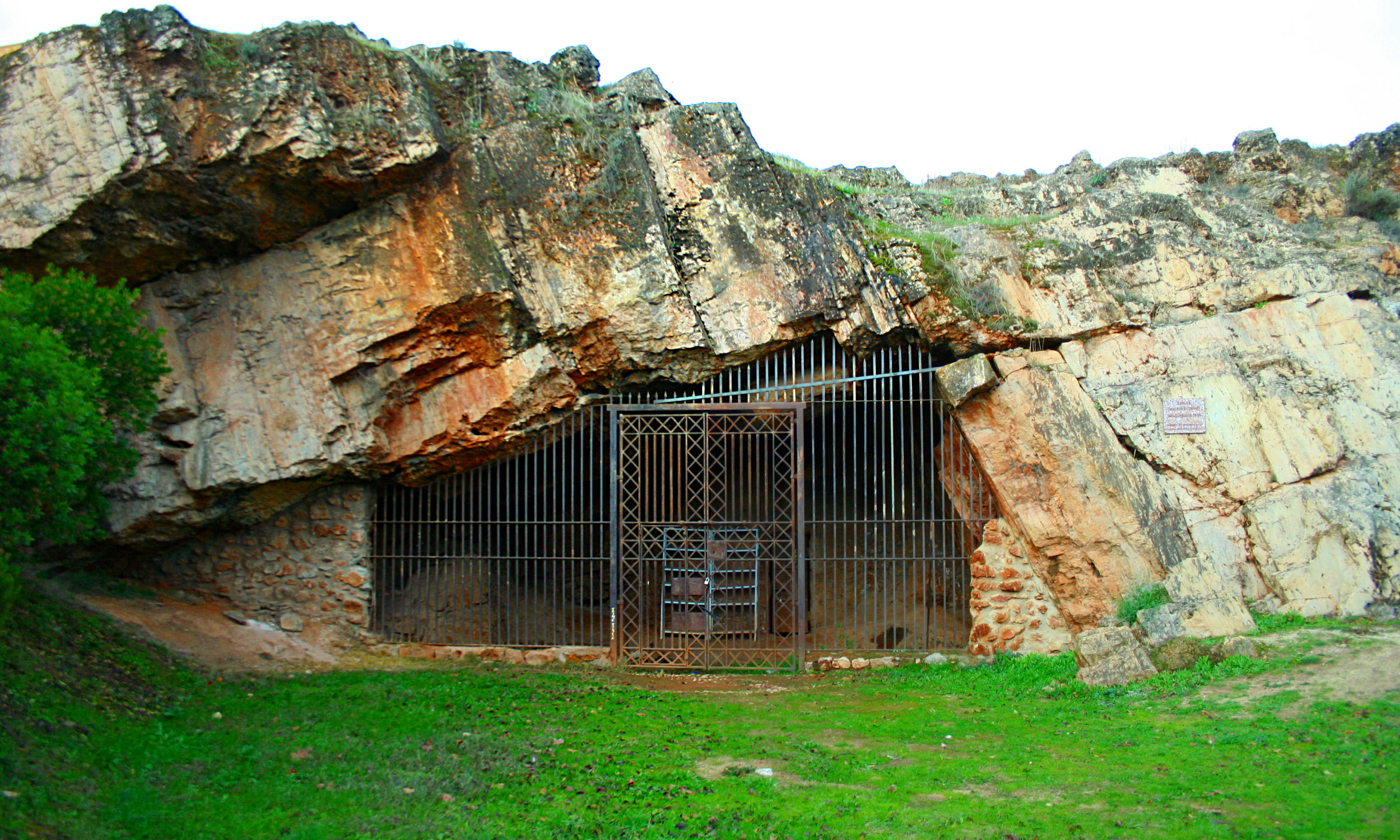
Entrada actual de la cueva de Maltravieso, en Cáceres.

Durante esta era aparece el Homo sapiens sapiens —el hombre actual— sobre la faz de la Tierra. En esta época fueron hechos los grabados y pinturas de la cueva de Maltravieso, santuario del arte cuaternario, y de las Minas de Castañar de Ibor. Todas son de estilo Magdaleniense. En la cueva de Maltravieso, se encuentran grabados de la silueta de una cierva, varios triángulos y otras figuras geométricas. Sobre todo se han encontrado más de treinta manos pintadas en negativo y sin dedo meñique la mayoría de ellas. No se han encontrado restos que sugieran que fuera habitada durante esta época, aunque sí de épocas posteriores, por lo que se puede concluir que era un lugar sagrado, no de habitación.

### Neolítico

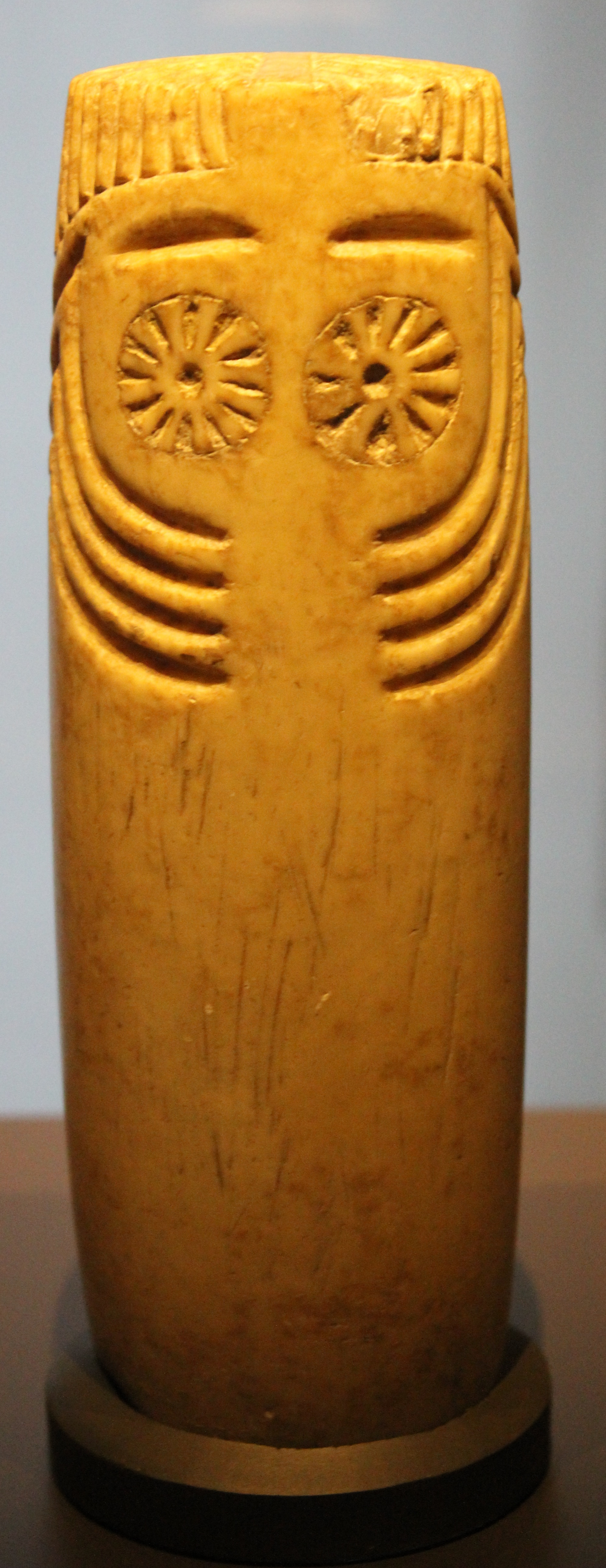
Ídolo oculado encontrado en Extremadura y conservado en el Museo Arqueológico Nacional.

Aunque son muy pocos los datos que se conocen sobre el Epipaleolítico en la actual región de Extremadura, el Neolítico trajo algunas modificaciones en la subsistencia de las comunidades humanas que habitan la región. La más importantes son la introducción de la ganadería y la agricultura, que se incorporan a las actividades de caza y recolección ya existentes. En cuanto a la tecnología se refiere, la incorporación más importante es la de la cerámica que permitirá el almacenamiento de los excedentes agrícolas.
En la actualidad los estudios más recientes consideran que el Neolítico en Extremadura comenzó en la transición del VI al V milenio a. C. Se supera así el concepto de Neolítico Tardío que algunos autores habían empleado, creyendo que la aparición de la agricultura habría sido mucho más tardía en esta zona de España. Del Neolítico Antiguo los yacimientos más representativos son la cueva de la Charneca (Oliva de Mérida), el cerro de la Horca (Plasenzuela), cueva de Boquique (Plasencia), la cueva de El Conejar (Cáceres) y Los Barruecos (Malpartida de Cáceres). De este último yacimiento proceden las evidencias de agricultura más antiguas de la región, que fueron datadas a finales del VI milenio a. C. Los indicios de domesticación animal son débiles, pero puede suponerse que la domesticación animal es contemporánea a la introducción de la agricultura. En estos yacimientos se han encontrado cerámicas decoradas, sobre todo la variedad conocida como «boquique», por haberse documentado por primera vez en esta cueva de Plasencia.
A partir del Neolítico Medio, comienzos del V milenio a. C., se produce la proliferación del megalitismo en la región. Existen pocos poblados conocidos de esta época, tan sólo algunos datos del yacimiento de Los Barruecos. El fenómeno megalítico es en cambio bien conocido, pues existen grandes concentraciones de dólmenes en diversas comarcas de la región. Conjuntos de este tipo de sepulcros megalíticos pueden encontrarse en Valencia de Alcántara, Cedillo, Santiago de Alcántara o Barcarrota, por no citar ejemplares aislados de gran interés como el gran dolmen de Lácara. Aun así hay que decir que este fenómeno tiene una gran perduración en el tiempo, perdurando hasta los inicios de la Edad del Bronce. Los enterramientos de esta fase suelen caracterizarse por microlitos de sílex, cerámicas lisas y algunos ídolos placa.
El Neolítico Final es mejor conocido en las márgenes del Guadiana, con yacimientos como los de Araya o El Lobo, entre otros a los que añadiríamos el de Los Caños de Zafra recientemente. Se desarrolla a partir del 3500 a. C. y sentará las bases para la aparición del Calcolítico, a partir del III milenio a. C. Estos poblados tienen una verdadera vocación agrícola y ganadera. Su situación, próxima a tierras fértiles, suele ser en suaves lomas próximas a cauces de ríos. Las cerámicas se caracterizan por ser prácticamente lisas, con escasas decoraciones y formas simples. La cerámica más indicativa es la «cazuela carenada», que aparece corrientemente en los yacimientos de todo el Suroeste peninsular, demostrando la integración de Extremadura dentro de una dinámica cultural común caracterizada por el incremento demográfico y el afianzamiento, cada vez más claro, de la agricultura y la ganadería.

### Calcolítico
Durante el Calcolítico o Edad de Cobre, las comunidades humanas prehistóricas realizan avances en la explotación agropecuaria del medio, se desarrolla la metalurgia con el inicio de la transformación del cobre hacia el III milenio a. C. en Castillejo. Se produce un desarrollo de la complejidad social tanto estructural como ideológicamente: hay desigualdad de roles y de bienes.

## Extremadura prerromana

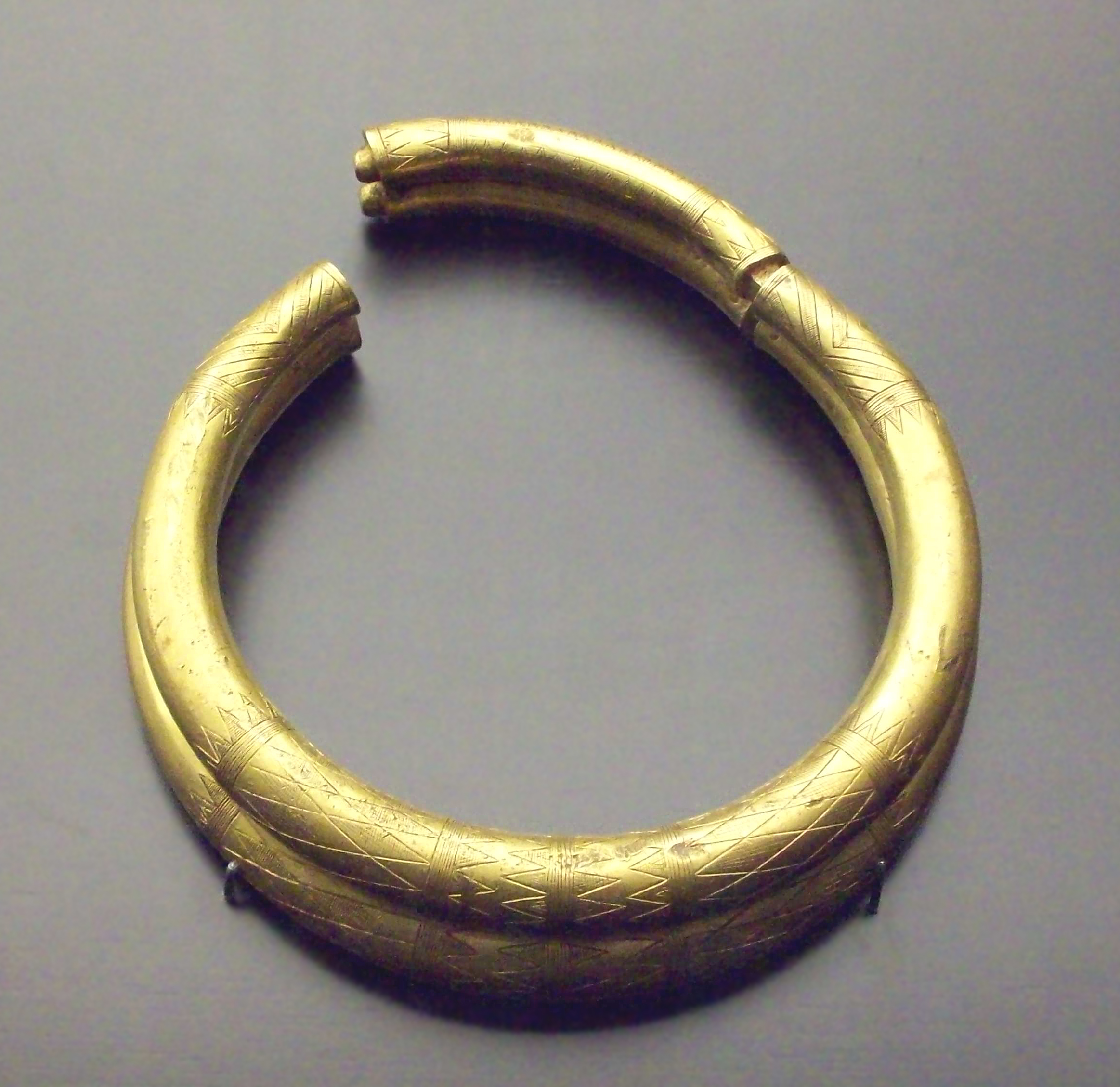
Torque de oro del Tesoro de Sagrajas, Museo Arqueológico Nacional, Madrid.

Entre los pueblos prerromanos más importantes que habitaron Extremadura se encontraron los vettones (Vettoni), que habitaron las actuales provincias de Cáceres (norte) y Salamanca, la provincia de Ávila y parte de la de Toledo. Los lusitanos (Lusitani) (los más arquetípicos de Extremadura), que se extendían por casi la totalidad de la actual Extremadura y centro de Portugal, pueblos pastores dedicados al pillaje y la guerra; cabe destacar la imagen del líder lusitano Viriato y su resistencia férrea frente a los romanos. Situados al sur, próximos al Guadalquivir, se encontraban los célticos (Celtici), eran principalmente urbanos y ofrecieron poca resistencia a las tropas romanas, por lo que no fueron obstáculo para el avance de estas.

## Extremadura romana
La tierra de esta confederación lusitana sufrió una romanización completa y profunda. El grado de romanización alcanzado y la extensión de la provincia Ulterior aconsejaban un gobierno aparte, formándose la Lusitania en provincia aparte en tiempos de Augusto (siglo II a. C.). La provincia de Lusitania acogía gran parte de Extremadura, y Portugal central.
Se construyeron numerosas vías de comunicación (calzadas), grandes urbes, destacando Augusta Emerita, fundada en el 25 a. C., ciudad muy significativa en el Imperio romano y capital de Lusitania, una de las provincias en que se dividió definitivamente la península ibérica y un aspecto importantísimo fue la adopción de la lengua del Imperio, base de todos las futuras lenguas romances peninsulares.

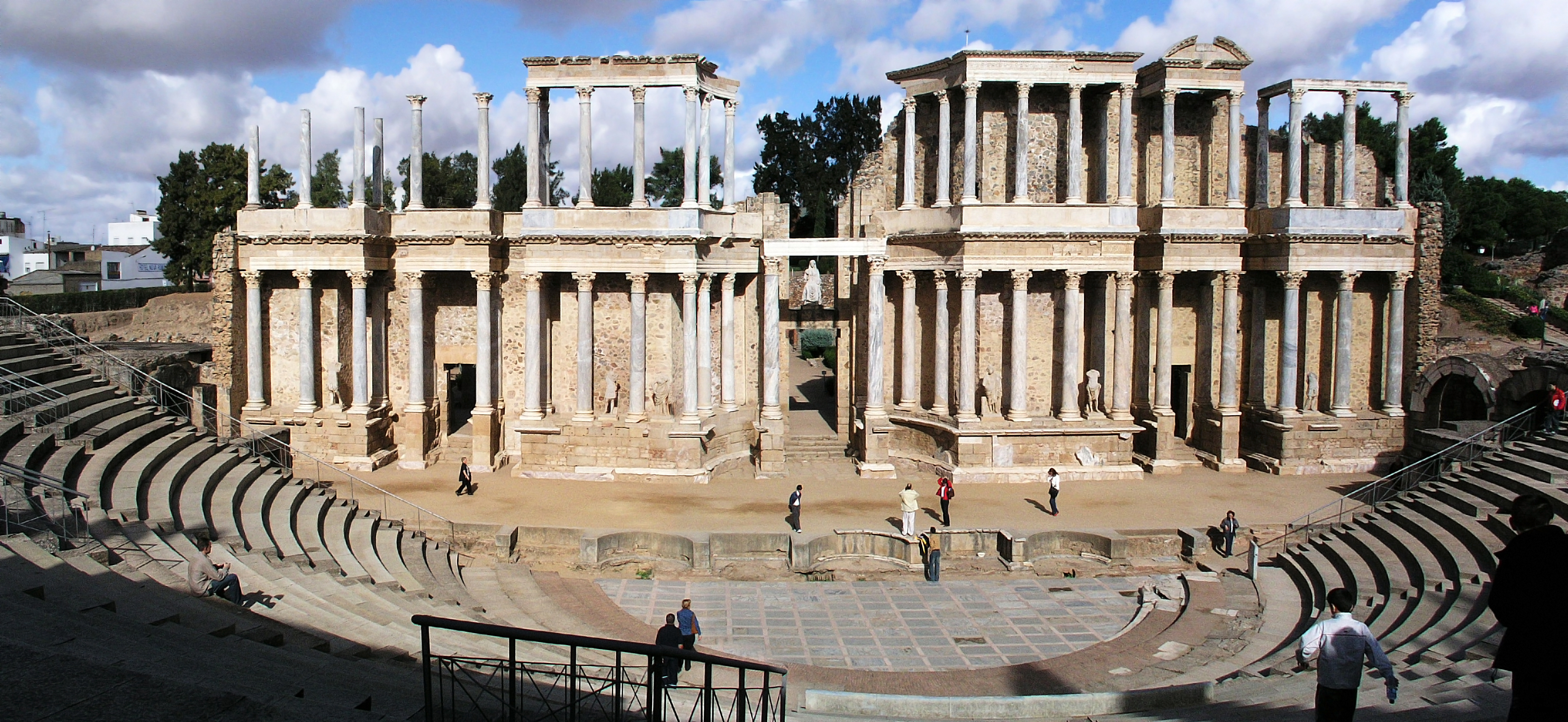
Teatro Romano, Mérida.

La capital de la provincia de Lusitania, Emerita Augusta, se convirtió pronto en una ciudad rica y brillante, que en nada tenía que envidiar a las otras dos capitales de provincia hispanas, Tarraco y Corduba. Tenía una amplia y cuidada red de comunicaciones que la cruzaban para enlazarla con las restantes capitales de provincia y con otras ciudades; así, la Ruta de la Plata unía Asturias con Emerita y con Itálica; otras rutas conducían a Corduba; otras a Olisipo, a Conimbriga, pasando por el famoso puente de Alcántara. Mérida canalizó el comercio y la vida de la provincia hacia Roma, norte de África y Grecia. No cabe duda de que se alcanzó un alto grado de bienestar. Esto lo demuestra el circo de Mérida, capaz de acoger a 30 000 espectadores. Se estima que su población llegó a superar los 50 000 habitantes en época romana. Fue la novena ciudad más importante de su época en todo el Imperio romano, incluso más que Atenas.
Vespasiano dio otro paso en la romanización al conceder el derecho de ciudadanía latina a todos los habitantes de la península ibérica, facilitando de este modo el que los hispanos pudieran acceder a un cargo público. En el siglo III d. C. comenzaron los problemas. Bandas germánicas, constituidas por bárbaros, saquearon la provincia a su paso. Ello aconsejó fortificar las ciudades; de este tiempo datan las murallas de Mérida, Coria y Cáceres. El temido peligro llegaría en el siglo V, dejando a la provincia abandonada y en ruinas. La ciudad de Norba Caesarina se extinguió. Otras, como Augustobriga, Cáparra y Iulipa cayeron en el olvido, a pesar de quedar en pie formidables monumentos. La Lusitania fue invadida primero por los alanos y después por los suevos. Con ellos entramos en época visigoda.

## Edad Media

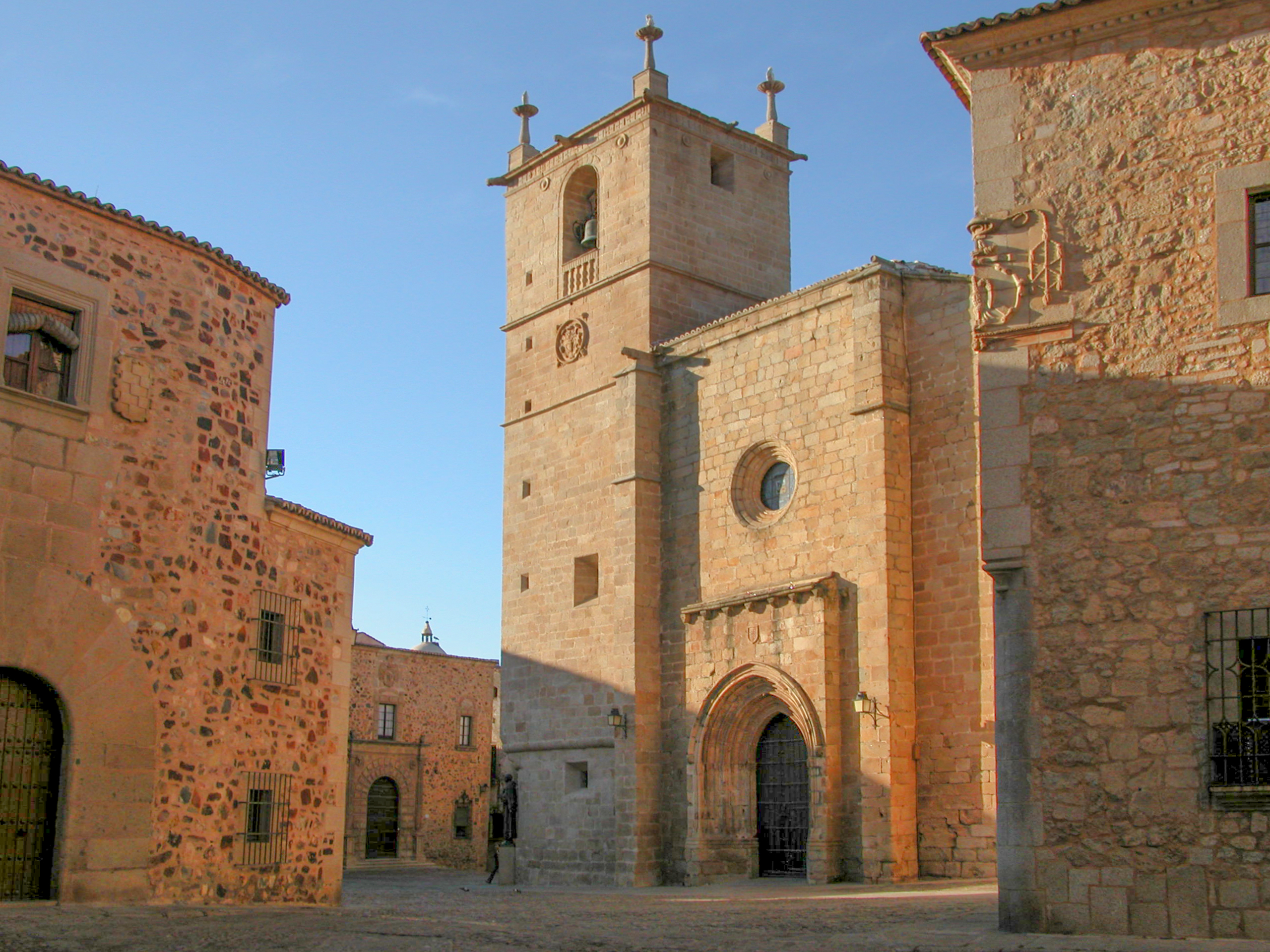
Casco viejo de Cáceres, uno de los conjuntos urbanos medievales mejor conservados de Europa.

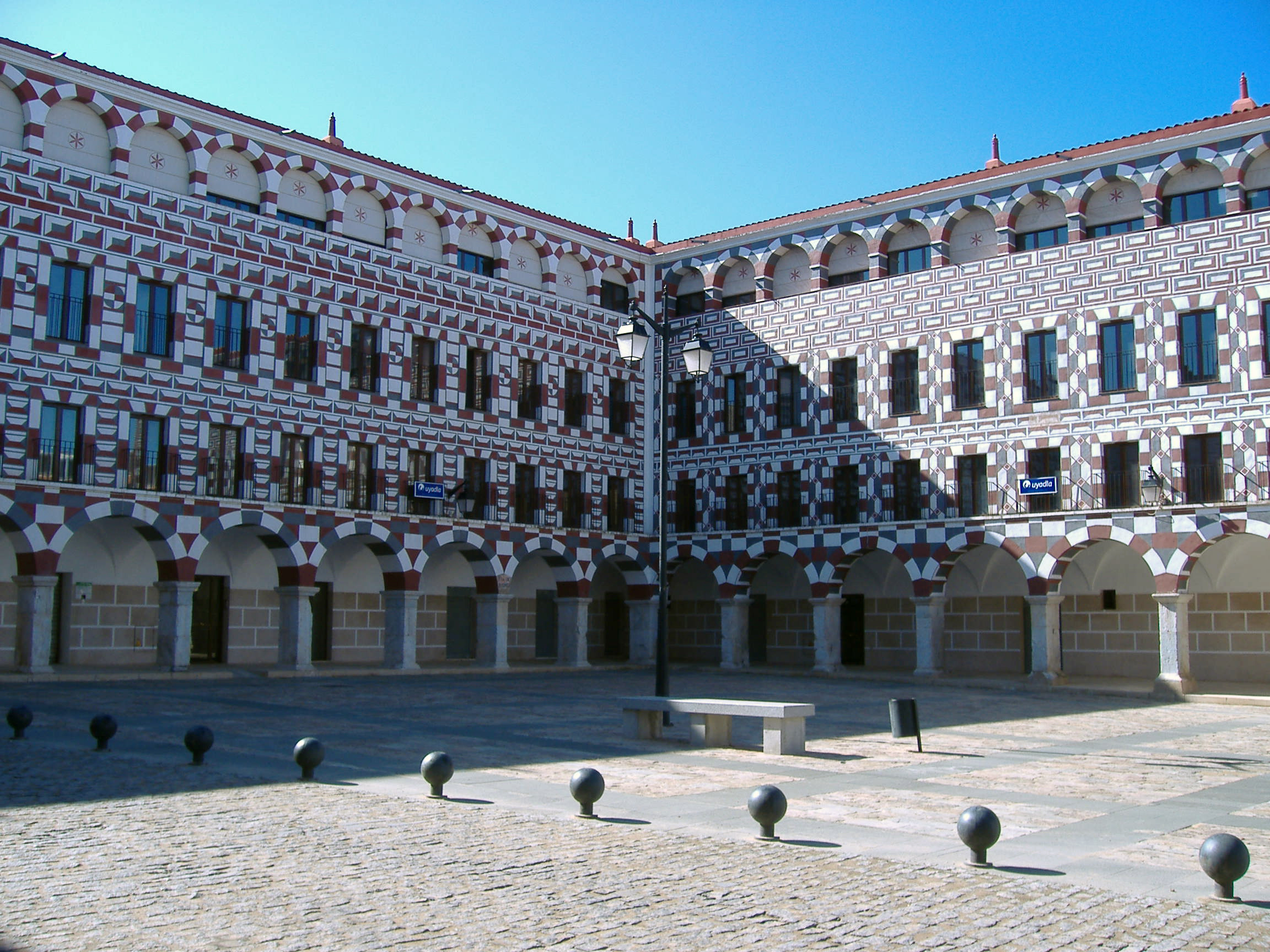
Vista de la plaza Alta de Badajoz

Con la llegada de los sarracenos la Lusitania visigótica pasa a ser Cora (división territorial) siendo Mérida su capital hasta la caída del Califato de Córdoba donde se constituye el Reino Taifas de Badajoz. En Extremadura se conservan numerosas huellas del periodo musulmán de más de 500 años en la zona, hasta 1248. Por destacar algunos de los existentes se puede citar la Alcazaba de Mérida siendo la primera alcazaba de la península ibérica, los restos de la fortaleza de Alange, la Alcazaba de Badajoz, el Aljibe de Cáceres, el castillo de Trujillo, y en Galisteo las murallas de la época almohade a base de piedras de río. En 1031 se crea el Reino de Taifas de Badajoz que recuerda geográficamente y es el mismo territorio en extensión que la Cora (división territorial) de Mérida. La Cora (división territorial) de Mérida fue una de las más extensas y poderosas de la península, llegando a tener una extensión mayor al área actual de la región extremeña.
Durante el período de la Reconquista los reinos de Portugal, León y Castilla conquistaron territorios de lo que hoy conocemos como Extremadura. El Reino de Portugal, bajo el mandato del Rey Alfonso I de Portugal y con la ayuda del guerrero Geraldo Geraldes, conocido como Geraldo «sem Pavor»), disputó con el Reino de León varios territorios del antiguo Reino de Taifas de Badajoz. La parte occidental del Reino Taifas de Badajoz fue reconquistada por Enrique de Borgoña, el cual recibió el condado portucalense (Oporto y tierras circundantes), con el título de «Conde de Portus Cale». Este condado se convertiría en un reino independiente años después y comenzaría su expansión hacia el sur hasta llegar a Faro.

### Extremadura leonesa
El Reino de León reconquistó parte del territorio. El 17 de enero de 1213 Alfonso IX de León conquistó Alcántara. A esta ciudad la convirtió en la sede de la Orden Militar de San Julián de Pereiro, posteriormente llamada Orden de Alcántara. En 1229 Alfonso IX tomó Cáceres, tras varios intentos fallidos previos, siendo el primero el de Fernando II en 1169. El 19 de marzo de 1230 Alfonso IX conquistó Badajoz. También ese año llevó a cabo la conquista de Mérida —muy importante para los monarcas leoneses por ser sede episcopal de un obispado visigodo, lo cual lo encadenaba a la antigua tradición eclesiástica mozárabe—. El 25 de enero de 1233 un ejército encabezado por Fernán Ruiz conquistó la villa de Trujillo a los almohades. A esta región del Reino de León se la conoce como Extremadura leonesa desde las Cortes de Benavente de 1202, que dividieron el Reino de León en cuatro regiones (León, Galicia, Asturias y Extremadura leonesa). En 1258 incluía los concejos de Badajoz, Cáceres, Ciudad Rodrigo, Galisteo, Granadilla, Jerez de los Caballeros, Montemayor y Salvatierra cerca de Alba (Salvatierra de Tormes).

### Extremadura castellana
Por su parte el Reino de Castilla también avanzó en la reconquista y en el año 1186 el rey Alfonso VIII de Castilla fundó la ciudad de Plasencia sobre un asentamiento anterior, para así garantizar y asegurar la posesión de Gredos y del Valle del Jerte. Se estableció la Vía de la Plata como frontera entre los reinos de León y Castilla. En este reino existió la región conocida como Extremadura, Extremaduras o Extremaduras de Castilla y comprendía un amplio territorio, muy superior al actual, abarcando desde el río Ebro hasta el sistema Central. Esta zona incluía 40 comunidades de villa y tierra, las vicarías de Serón y Monteagudo y las villas episcopales de las mitras de Osma, Segovia y Ávila. Además pertenecían a la región los territorios de los obispados de Ávila, Segovia, Sigüenza y Plasencia, situados al sur del sistema Central.

### Provincia de Extremadura
Con la unión de los reinos de León y Castilla en la Corona de Castilla, ambas regiones se unieron. En las Cortes de Toro de 1371, Extremadura fue reconocida como región administrativa, denominándose Provincia de Extremadura en las Cortes de Segovia de 1390.
Es de resaltar que durante esta época convivieron pacíficamente islam, judaísmo y cristianismo, llamadas las tres culturas, hasta que los Reyes Católicos, después de finalizar la llamada Reconquista, decretaron la conversión al cristianismo o expulsión de todo individuo judío o musulmán que no aceptara la nueva doctrina oficial.
En el siglo XIV se produce la aparición de la Virgen de Guadalupe.

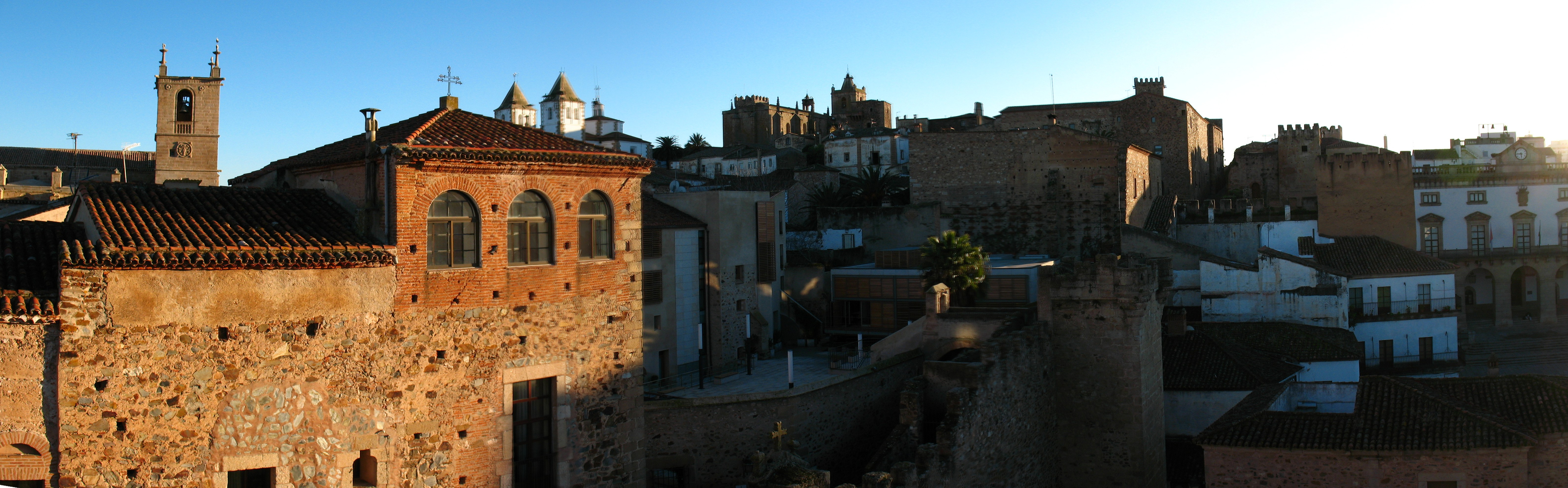
Panorámica de la parte antigua de Cáceres tomada desde la Torre Bujaco. En la misma se pueden observar la torre de la concatedral de Santa María, las de San Francisco Javier y la iglesia de San Mateo, además de parte de la muralla que rodea el recinto

## SiglosXVyXVI

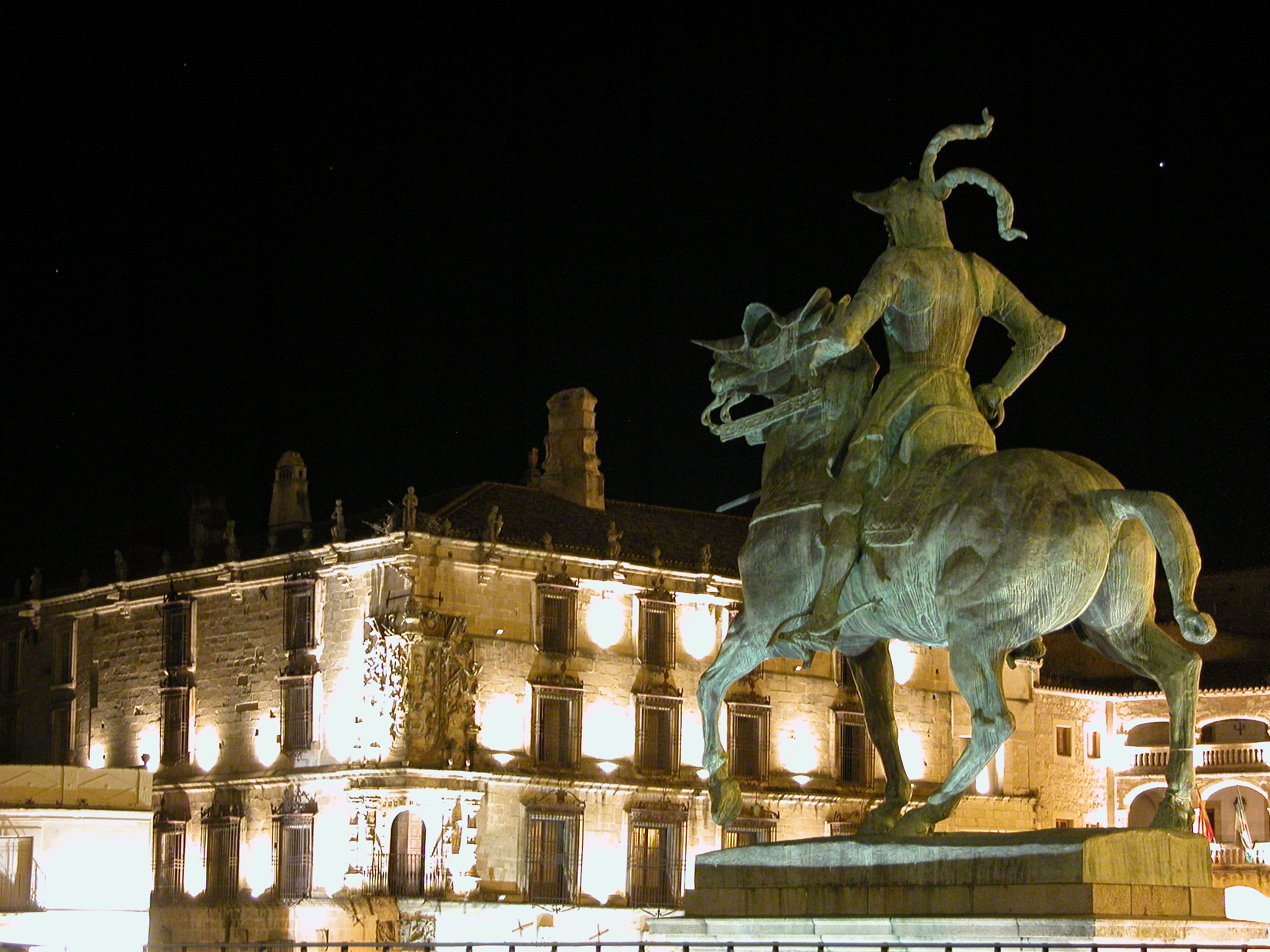
Plaza mayor de Trujillo. En primer término, la estatua de Francisco Pizarro.

Un rasgo característico de la región fue la emigración masiva a América. Muchos de los emigrantes fueron hombres en busca de fortuna y fama que España ya no podía ofrecer tras la caída del Reino nazarí de Granada en 1492, el mismo año que se descubrió América. Entre los conquistadores que llegaron a América, destacan varios extremeños como Hernán Cortés, conquistador de México; Alonso Valiente, secretario de Hernán Cortés, que además contribuyó en la conquista de San Juan Bautista (Puerto Rico), Nueva Galicia, Honduras y contribuyó a descubrir el Canal viejo de Bahama; Francisco Pizarro quien anexionó los territorios Incaicos al Reino de España, Ñuflo de Chaves explorador y conquistador español del Paraguay y la zona suroriental de la actual Bolivia, recordado como fundador de la ciudad a la que le dio el nombre de su tierra natal Santa Cruz de la Sierra en Bolivia, para satisfacer su ilusión y perennizar en aquellos alejados territorios el nombre de su solar nativo y Pedro de Valdivia conquistador de Chile que bautizó como Nueva Extremadura, cuya capital sería Santiago de Nueva Extremadura.
Desde 1528, Trujillo fue la única capital del territorio, contando según el censo de Pecheros, realizado bajo el reinado de Carlos I, con 48 789 vecinos pecheros (el 6,75 % de la población de la Corona de Castilla). En 1591, el Censo de los Millones, reconoce la provincia de Trujillo como una de las provincias de España, a la que pertenecían la mayoría de localidades de la actual Extremadura. El resto estaban en la Provincia de Salamanca y la Provincia de León de la Orden de Santiago. Esta provincia no contaba con derecho a voto en las Cortes de Castilla, dependiendo a nivel administrativo de la de Salamanca.
Uno de los acontecimientos determinantes de la historia moderna de Extremadura se produce en 1580, con la unión de los Imperios de España y Portugal. Las dos superpotencias de la época se unen bajo una misma corona. Extremadura está a similar distancia entre Madrid y Lisboa, las capitales de los dos Imperios, por lo que ciudades como Badajoz viven una época de esplendor, que quedará dolorosamente truncada con la llamada Guerra de Restauración portuguesa, que supuso la definitiva separación de ambos Reinos y que marcó la decadencia de Extremadura en los siglos posteriores.

## Siglos XVII, XVIII y XIX

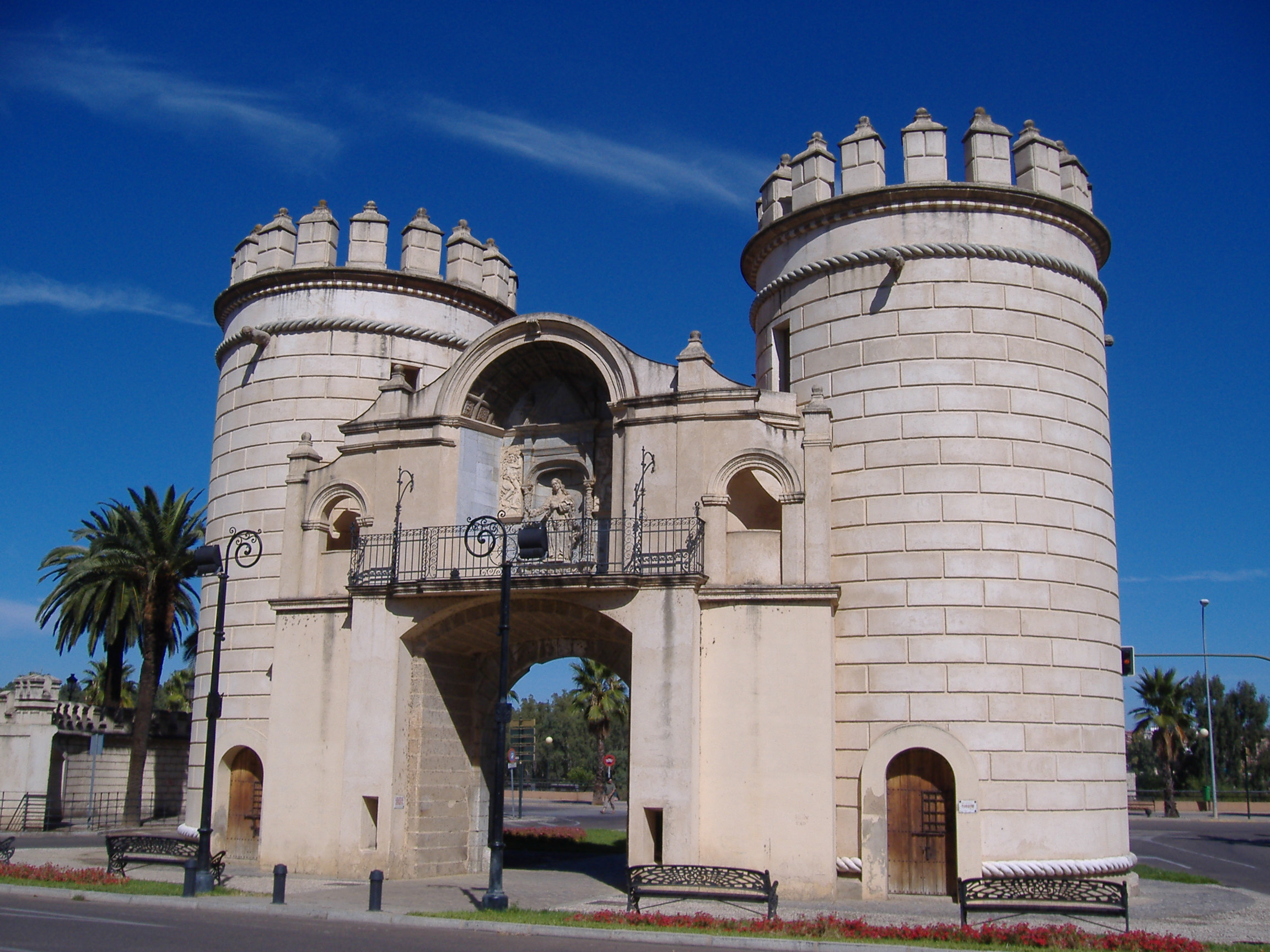
Puerta de Palmas, Badajoz.

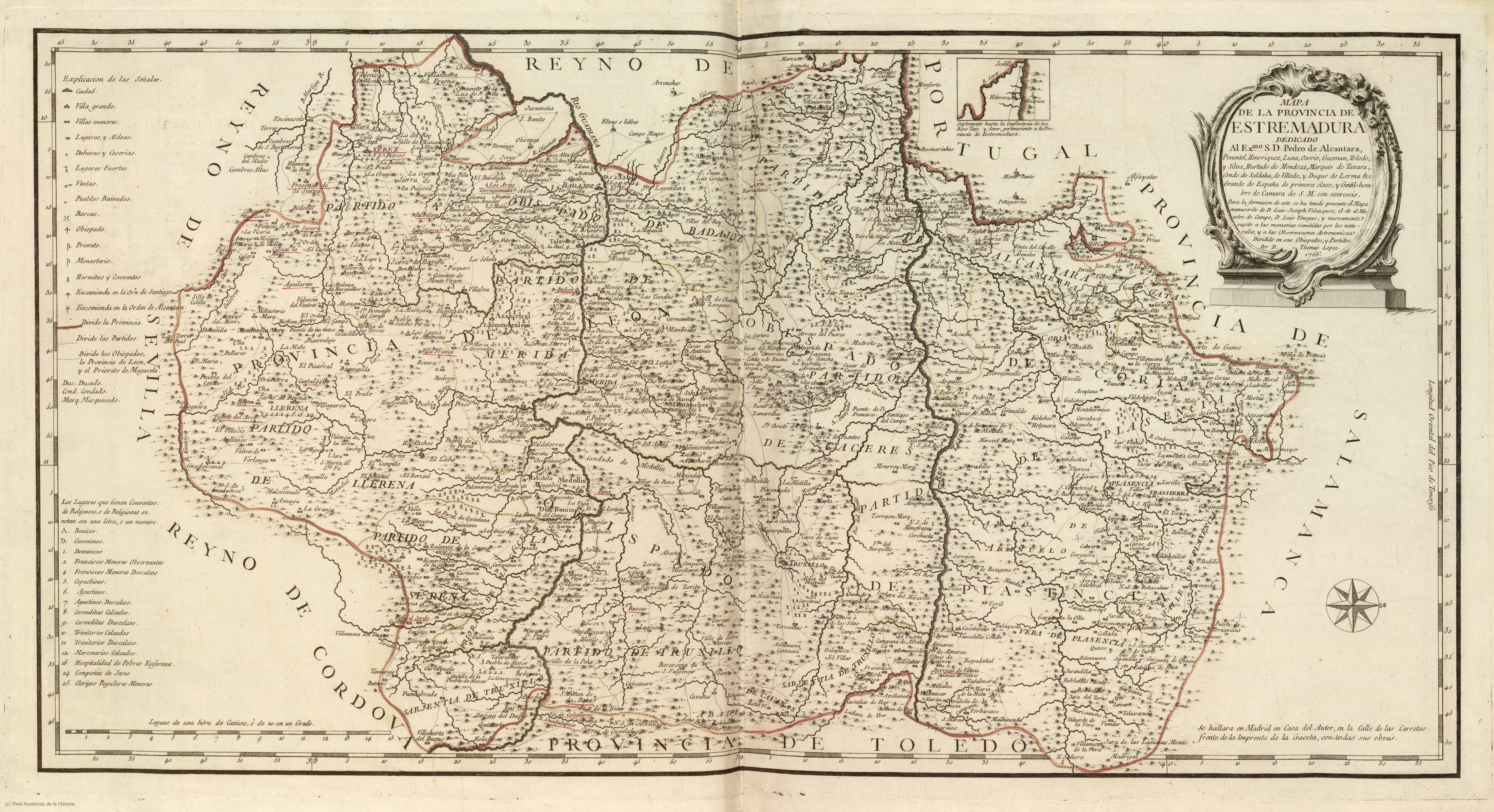
Mapa de la «provincia de Estremadura» en 1766 (orientado con el norte a la derecha).

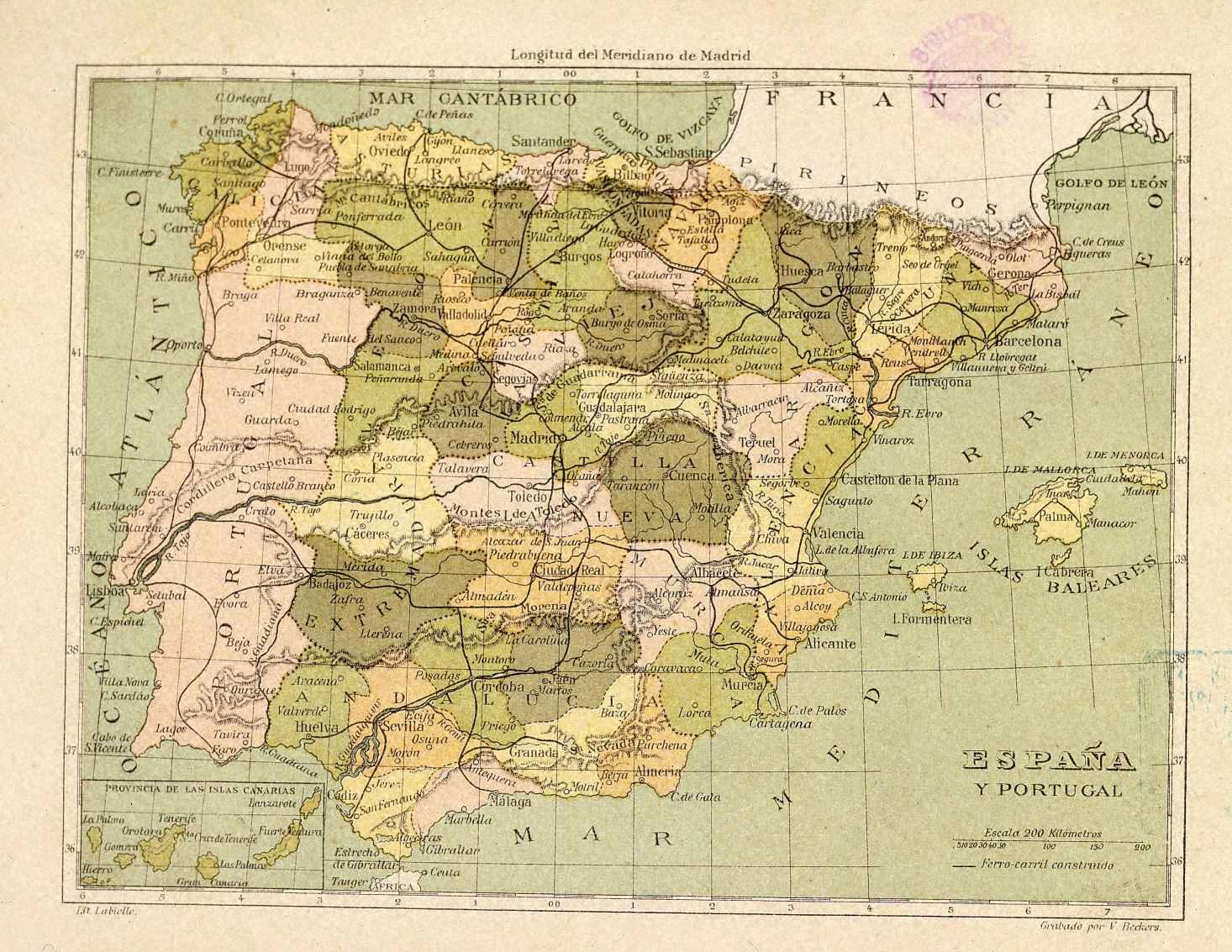
Aparece Extremadura con sus dos provincias. España y Portugal, por V. Beckers, 1850, Biblioteca Nacional de España, con la división provincial de Javier de Burgos (1833) y la provincia de Palencia incorporada a León.

La guerra de 1640 fue el inicio de una sucesión trágica de guerras devastadoras para Extremadura que no acabó hasta la finalización de las guerras napoleónicas, ya en el siglo XIX. La guerra menos referida en los libros escolares españoles, la llamada Guerra de Restauración portuguesa (Guerra da Restauração, en portugués) mantenida con Portugal desde 1640 hasta 1668, transformó a Extremadura de una manera determinante y marcó su destino hasta tiempos muy recientes. La prepotencia de la nobleza española trató a Portugal, su vasto imperio, su singular cultura y su importancia naval y comercial, como un territorio más de un imperio por otra parte difícilmente gobernable en muchos aspectos, por lo complejo y extenso, durante el periodo en el que Portugal formó parte de la Monarquía Hispánica (1580-1640), desde el reinado de Felipe II, hasta el de Felipe IV.
Analizada desde la perspectiva de sus consecuencias, especialmente para Extremadura, fue sin duda una de los peores servicios hechos a la historia de España, por unos gobernantes que les falto la altura de miras para entender el poder y la influencia que podría haber alcanzado aquel imperio, si esa unión dinástica hubiera tenido más éxito que el que tuvo. La guerra con Portugal transformó las ciudades y los pueblos extremeños de una manera notable. Se produjo una gran despoblación y un gran abandono de tierras de labor. Las continuas escaramuzas por la frontera y el asentamiento casi durante treinta años de los soldados en las poblaciones extremeñas, provocó una crisis que se acrecentó tras el final de la guerra, al convertirse este territorio de nuevo en la «Extremadura». Otra vez territorio de frontera, con un imperio muy poderoso y con una gran carga de recelo tras el largo período de hostilidades.

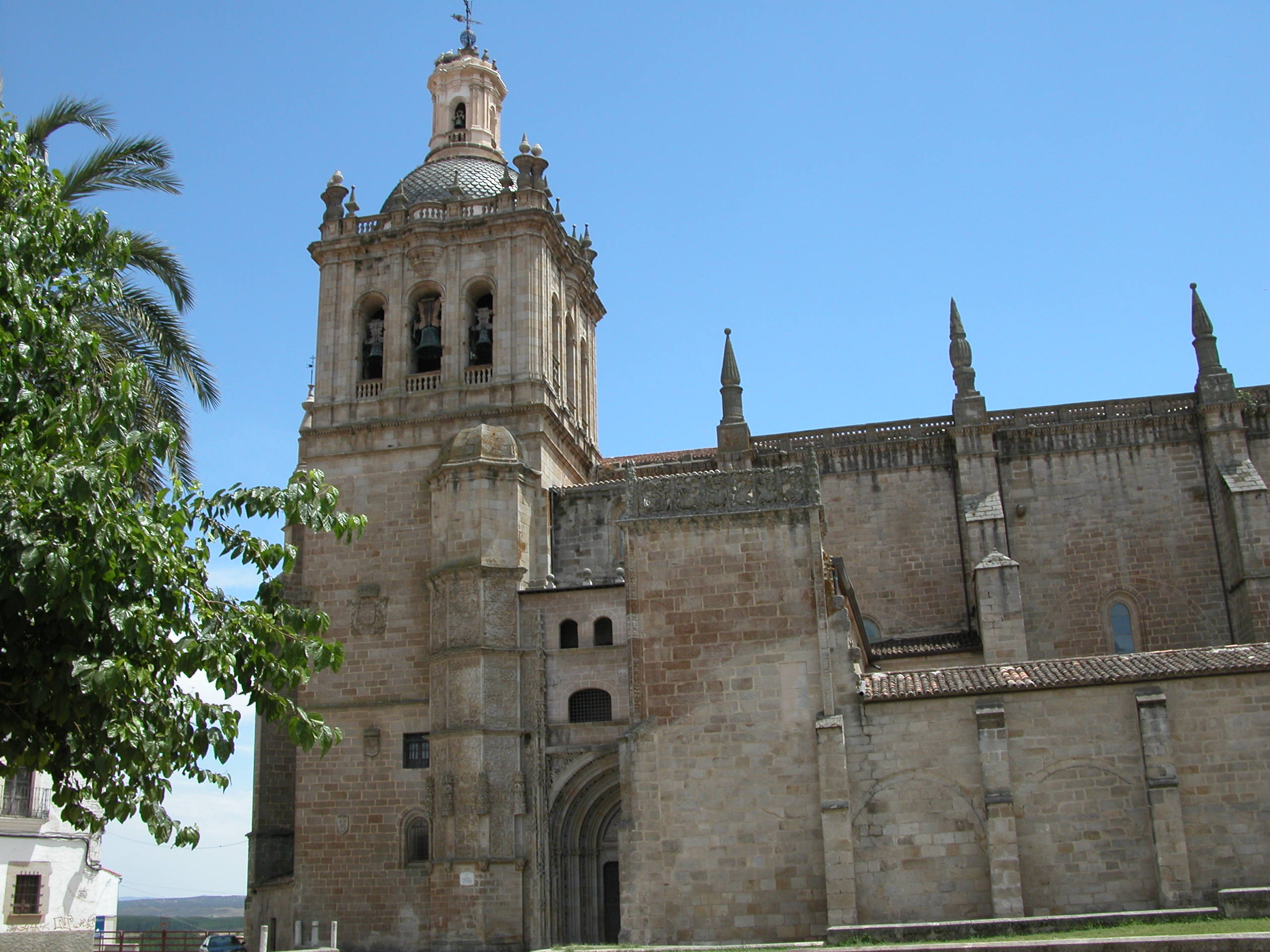
Fachada de la Catedral de Coria.

En 1653 se pusieron a la venta dos votos en las Cortes. Uno lo compró Galicia y otro Extremadura, por valor de 80 000 ducados. Las ciudades de Plasencia, Badajoz, Mérida y Trujillo y las villas de Cáceres y Alcántara se unieron para comprar este voto, representando a las localidades de la provincia de Trujillo, a las que posteriormente se unirían otras, algunas de la Provincia de León de la Orden de Santiago. Es pues en este momento cuando surge Extremadura como entidad política.
No habían pasado treinta y cinco años del final de la guerra con Portugal y España se ve envuelta en la Guerra de Sucesión Española (1702-1713), que acaba de arruinar Extremadura, con la práctica destrucción de Badajoz a manos austriacas y la destrucción de los pueblos del valle del Tajo y del Guadiana. A efectos transfronterizos, es una nueva guerra con Portugal, que viene a abrir aún más la brecha que separa ambos países. Buena prueba de ello es la destrucción por parte de los españoles del puente de Ajuda en 1709, cuyas ruinas han sido durante siglos la expresión material de desencuentro ibérico.
Durante la Guerra de la Independencia Española (1808-1814), Extremadura registra un nuevo periodo de convulsiones y penurias al estar situada en la encrucijada estratégica por la que pugnan las tropas ocupantes francesas y las nacionales, ayudadas por el ejército inglés al mando del duque de Wellington. Durante este periodo, la guerra y las hambrunas contribuyen aún más a la despoblación de la región. A modo de ejemplo, durante el verano 1809 se produce en la localidad de Hoyos el vil asesinato de Juan Álvarez de Castro, obispo de Coria a manos de las tropas francesas mandadas por el mariscal Soult.
En 1810, los invasores franceses dividieron la provincia brevemente en las prefecturas de Cáceres y Mérida, antecedentes de las actuales provincias. En 1822 se produjo la división definitiva en provincia de Cáceres y provincia de Badajoz.

## sigloXXe historia reciente

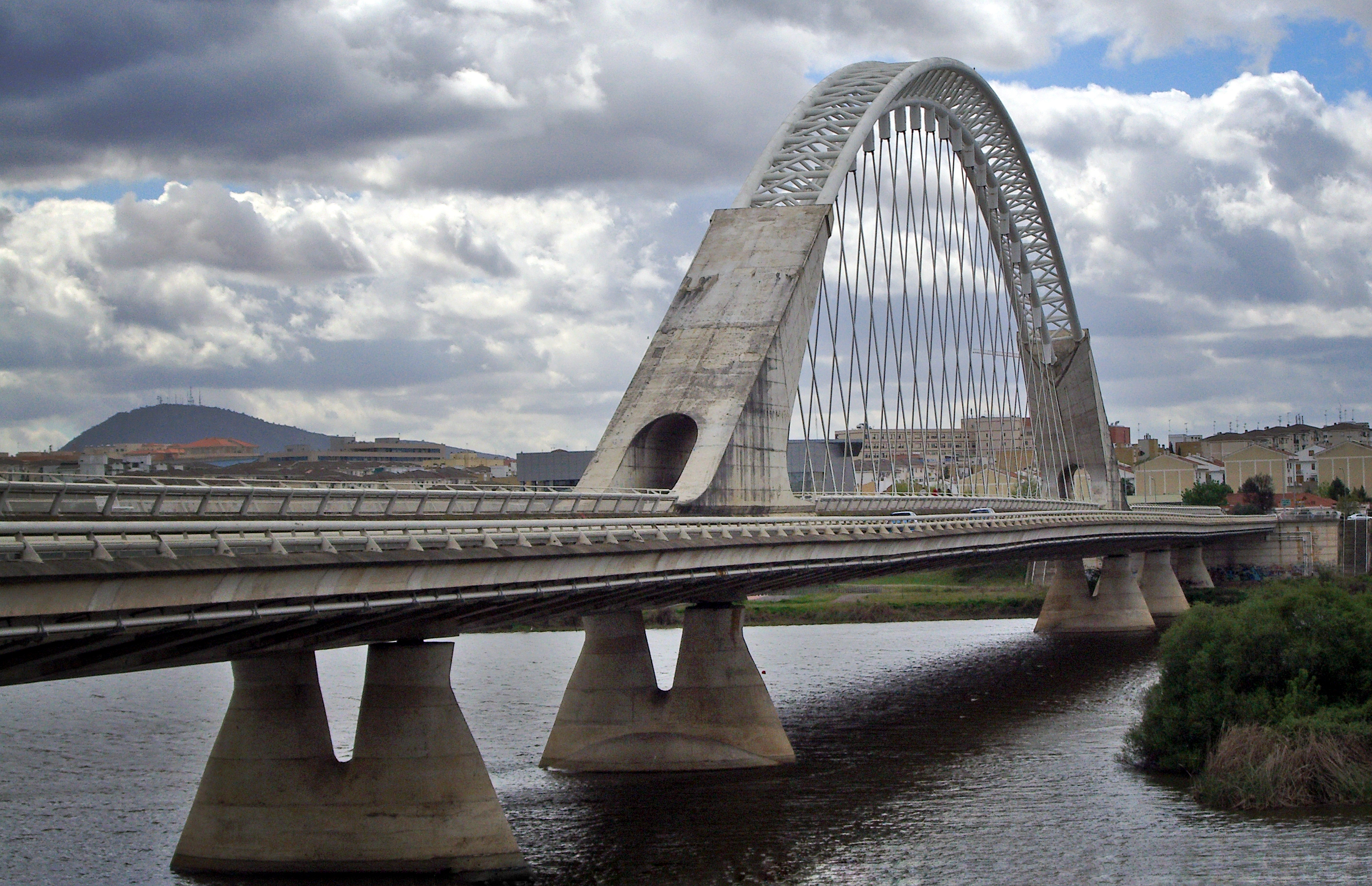
Puente Lusitania, diseñado por Santiago Calatrava, atraviesa el río Guadiana en Mérida.

La segunda mitad del siglo XX estuvo marcado por la sangría demográfica en la región. Se calcula que más de 800 000 personas abandonaron Extremadura para buscar una mayor prosperidad en otras regiones españolas, como País Vasco, Madrid o Cataluña, y en otros países, como Francia, Alemania o Países Bajos.
Desde los años 1980 han ocurrido, entre otros, los siguientes hechos en Extremadura:
- 26 de febrero de 1983 — se promulga la Ley Orgánica 1/83 de 25 de febrero del Estatuto de Autonomía. Extremadura se convierte en una comunidad autónoma.
- 8 de mayo de 1983 — primeras elecciones a la Asamblea de Extremadura con victoria por mayoría absoluta del PSOE que obtiene el 53,34 % de los votos y 35 diputados.
- 8 de junio de 1983 — es nombrado presidente de la Junta de Extremadura Juan Carlos Rodríguez Ibarra, siendo el primer presidente del Ejecutivo Autonómico.
- 8 de septiembre de 1985 — Día de Extremadura en Guadalupe. Primera celebración tras su designación institucional.
- 23 de noviembre de 1985 — Cáceres es nombrada Ciudad Patrimonio de la Humanidad por la Unesco y Tercer Conjunto Monumental de Europa por el Consejo de Europa.
- 26 de mayo de 1991 — Elecciones a la Asamblea de Extremadura: victoria del PSOE con 39 escaños.
- 31 de diciembre de 1994 — se declara, mediante la Ley 40/1994, de 30 de diciembre, la paralización definitiva del proyecto de construcción de la Central Nuclear de Valdecaballeros. La reclamación ciudadana de esta paralización es considerado como uno de los primeros símbolos de la identidad regional.
- 28 de mayo de 1995 — Elecciones a la Asamblea de Extremadura, el PSOE con 31 escaños, obtiene una mayoría minoritaria, que le permite gobernar en solitario durante toda la legislatura.
- 25 de febrero de 1998 — Debate de Política General en la Asamblea de Extremadura, en el que el presidente de la Junta Juan Carlos Rodríguez Ibarra lanza su proyecto de atrochar en el modelo de desarrollo y lanzarse a la conquista de la sociedad de la información, anunciando la incorporación del ordenador en el aula como medida estratégica general.
- 21 de junio de 1999 — Al constituirse el Consejo de Gobierno, se crea la Consejería de Educación, Ciencia y Tecnología, primera con esa denominación en España, que asume las competencias, de nueva creación, relativas a Sociedad de la Información.
- 17 de abril de 2002 — LinEx, la distribución de software libre realizada por la Consejería de Educación, Ciencia y Tecnología de la Junta de Extremadura, es presentada públicamente en Mérida. Este acontecimiento obtiene gran repercusión mundial al hacerse eco de la noticia la prestigiosa revista Wired con el artículo «Extremaydura Measures: Linux».[12]
- 3 de noviembre de 2002 — Extremadura ocupa portada dominical en el prestigioso diario estadounidense The Washington Post con un amplio reportaje sobre la implantación del software libre en la región, titulado «Europe's Microsoft Alternative».[13]
- 11 de abril de 2003 — los presidentes de Extremadura y Andalucía, Juan Carlos Rodríguez Ibarra y Manuel Chaves, firman en Mérida un protocolo general sobre colaboración en materia de uso y difusión de software libre. El acuerdo establece una colaboración mutua, para que la comunidad andaluza aplique en su territorio un modelo similar al que ya se emplea en Extremadura con LinEx.
- 25 de mayo de 2003 — Elecciones a la Asamblea de Extremadura, el PSOE amplia su mayoría absoluta obteniendo 36 escaños.
- 22 de abril de 2004 — Extremadura recibe el Premio Europeo a la Innovación Regional en su modalidad de Sociedad de la Información, concedido por la Comisión Europea, por el proyecto GNU/LinEx.
- 24 de junio de 2004 — La Asamblea de Extremadura aprueba por unanimidad una proposición no de ley manifestándose Contraria a las Patentes de Software.
- 31 de julio de 2004 — El presidente del Gobierno José Luis Rodríguez Zapatero da a conocer en Mérida el Plan Especial de Dinamización Económica y Empleo para Extremadura.
- 1 de diciembre de 2005 — Tras algo menos de un año de trabajos preparatorios, se inician las emisiones de la televisión y la radio públicas autonómicas de Extremadura, Canal Extremadura TV y Canal Extremadura Radio. Unos medios de comunicación de titularidad pública que apuestan por un modelo de explotación diferente y que son los de menor presupuesto, con enorme diferencia, del panorama de entes públicos españoles.
- 25 de julio de 2006 — El Consejo de Gobierno de la Junta de Extremadura adopta el uso de formatos estándar (OASIS Open Document Format, sobre la norma ISO/IEC DIS 26300) y PDF/A (Protable Document Format ISO 19005-1:2005), fijando el plazo de un año para que todos los PC de la Administración Regional, hayan sido migrados a gnuLinEx.
- 29 de agosto de 2006 — el modelo de Extremadura es expuesto en el seminario-simposio «Cuestiones normativas de las TIC para el Desarrollo», organizado por el United Nations Institute for Training and Research (UNITAR) y la Conferencia de las Naciones Unidas sobre Comercio y Desarrollo (UNCTAD) en la sede central del ONU en Nueva York.
- 19 de septiembre de 2006 — Tras veintitrés años siendo presidente de la Junta de Extremadura, Juan Carlos Rodríguez Ibarra anuncia la decisión de no volver a presentarse a las elecciones a la Junta como candidato.
- 7 de febrero de 2007 — Richard Stallman recibe de manos del presidente Juan Carlos Rodríguez Ibarra el Premio Internacional Extremadura de Conocimiento Libre, en el acto inaugural de la Conferencia Internacional de Software Libre 3.0 que tuvo lugar en el Palacio de Congresos «Manuel Rojas» de Badajoz y donde acudieron casi tres mil participantes de diferentes lugares del mundo.